# Heusden Koers 1969
De 21e editie van de Belgische wielerwedstrijd Heusden Koers werd verreden op 12 augustus 1969. De start en finish vonden plaats in Heusden. De winnaar was Walter Godefroot, gevolgd door Freddy Decloedt en Herman Vrijders.

## Uitslag
| Heusden Koers 1969 |                  |                             |       |
| Plaats             | Naam             | Ploeg                       | Tijd  |
| Winnaar            | Walter Godefroot | Flandria-De Clerck-Krüger   | 3u31' |
| 2                  | Freddy Decloedt  | Pull Over Centrale-Tasmanie | z.t.  |
| 3                  | Herman Vrijders  | Faema                       | + 5"  |

1929 · 1930-1935 · 1936 · 1937 · 1938 · 1939 · 1952 · 1953 · 1954 · 1955 · 1956 · 1957 · 1958 · 1959 · 1960 · 1961 · 1962 · 1963 · 1964 · 1965 · 1966 · 1967 · 1968 · 1969 · 1970 · 1971 · 1972 · 1973 · 1974 · 1975 · 1976 · 1977 · 1978 · 1979 · 1980 · 1981 · 1982 · 1983 · 1984 · 1985 · 1986 · 1987 · 1988 · 1989 · 1990 · 1991 · 1992 · 1993 · 1994 · 1995 · 1996 · 1997 · 1998 · 1999 · 2000 · 2001 · 2002 · 2003 · 2004 · 2005 · 2006 · 2007 · 2008 · 2009 · 2010 · 2011 · 2012 · 2013 · 2014 · 2015 · 2016 · 2017 · 2018 · 2019 · 2020 · 2021 · 2022 · 2023